# عبدالله فرادی
عبداللّه فرادی (۱ شهریور ۱۳۰۶–۷ مرداد ۱۳۷۵) از خوشنویسان معاصر و از مؤسسان انجمن خوشنویسان ایران بود.

## تولد
عبداللّه فرادی در روز اول شهریورماه سال ۱۳۰۶ در محله حسن‌آباد تهران، میدان ملک‌المتکلمین، خیابان استخر، کوچه میرپنج دیده به جهان گشود. پدرش میرزا محمد فرادی از شاگردان شیخ هادی نجم‌آبادی و میرزا هادی دولت‌آبادی و میرزا نصراللّه ملک‌المتکلمین و شیخ محمدمهدی شریف کاشانی بود.

## تحصیلات
عبداللّه فرادی از چهار سالگی خواندن و نوشتن را در مکتب آموخت. تحصیلات ابتدایی خود را از سال ۱۳۱۲ در دبستان مختلط ایراندخت آغاز کرد و در سال ۱۳۱۹ تصدیق ششم ابتدایی را از دبستان روشن اخذ نمود. تحصیلات متوسطه را در دبیرستان شرف آغاز کرد و در سال ۱۳۲۲ پس از اتمام سیکل اول به مدت پنج سال ترک تحصیل کرد. سپس در سال ۱۳۲۷ تحصیلات متوسطه خود را در مقطع سیکل دوم پی گرفت و پس از اخذ تصدیق پنجم علمی از دبیرستان شرف در سال تحصیلی ۱۳۲۹–۱۳۳۰ وارد دبیرستان دارالفنون شد و در رشته ادبی دیپلم گرفت. در حد فاصل سیکل اول و دوم در کلاس‌های جمعیت دوستداران فرهنگ فرانسه شرکت نموده و به آموختن زبان فرانسه پرداخت. در سال ۱۳۳۰ در دانشکده حقوق و علوم سیاسی و اقتصادی دانشگاه تهران ثبت‌نام کرد و در سال ۱۳۳۳ در رشته حقوق قضایی لیسانس گرفت. در سال ۱۳۳۷ نیز وارد دانشکده ادبیات دانشگاه تهران شد و در رشته زبان و ادبیات فارسی به ادامه تحصیل پرداخت. در اوایل دهه ۴۰ در کلاس‌های انجمن روابط فرهنگی ایران و شوروی به آموختن زبان روسی مشغول شد و سپس دوره‌های تکمیلی زبان فرانسه را در کلاس‌های انجمن روابط فرهنگی ایران و فرانسه پی گرفت و در سال ۱۳۵۶ موفق به اخذ دیپلم زبان فرانسه از دانشگاه پاریس شد. او علاوه بر فرانسه و روسی عربی و انگلیسی نیز می‌دانست.

## استادان
عبداللّه فرادی از چهار سالگی تحت تأثیر پدرش که دستی در کتابت و استنساخ نسخ خطی داشت به هنر خوشنویسی دلبسته شد. نخستین معلم خط او میرزا غلامرضا خوشنویس پاکنهاد، فرزند میرزا محمدکاظم طهرانی از خوشنویسان برجسته عصر ناصری و مظفری و از شاگردان آقا سید علی حکاک طهرانی بود. میرزا غلامرضا که در اوایل دهه ۱۰ در سال‌های هفتاد عمر خویش بود به مدت سه سال فرادی خردسال را تعلیم داد. دومین معلم او حاجی آقا محمد بدرالشریعه مشهور به عماد طاهری، از شاگردان میرزا حسین خوشنویس باشی فرزند میرزا آقا خمسه‌ای از شاگردان میرزا غلامرضا اصفهانی بود. سومین معلمش علی مخصوص کاتب الخاقان، فرزند میرزا حسین خان مستوفی کاتب السلطان از شاگردان مبرز میرزا غلامرضا اصفهانی بود. در دوره تحصیلات متوسطه نخست از علی آقاحسینی، از شاگردان میرزا حسین خوشنویس باشی و میرزا حسن عاصم و میرزا محمدحسین عمادالکتاب و سپس از حسن زرین‌خط از شاگردان مبرز میرزا محمدحسین عمادالکتاب تعلیم گرفت. و بالاخره از ۱۳۲۳ تا ۱۳۳۲ تحت تعلیمات و راهنمایی میرزا علی اکبر خان کاوه از شاگردان مبرز میرزا محمدحسین سیفی قزوینی عمادالکتاب، و آقا سید حسن میرخانی سراج الکتاب، فرزند آقا سید مرتضی برغانی از شاگردان برجسته میرزا محمدرضا کلهر به درجه رشد و کمال رسید.

## مشاغل و سمتها
عبداللّه فرادی از سال ۱۳۲۲ به عنوان خوشنویس در کانون آگهی زیبا مشغول به کار شد. کانون آگهی زیبا نخستین مؤسسه تبلیغاتی بود که در سال ۱۳۱۸ به اهتمام حمزه صمیمی نعمتی تأسیس شده بود و در دوران فعالیت خود تا ۱۳۵۸ نقش بزرگی در حوزه تبلیغات داشت. همزمان با کار در این مؤسسه از سال ۱۳۳۰ در آموزش و پرورش نیز با سمت معلمی و سپس دبیری مشغول به خدمت شد.
از اواخر دهه ۲۰ تشکیل انجمنی از خوشنویسان ایران و صیانت از هنر خوشنویسی و ترویج آن به مسئله اصلی جمعی از خوشنویسان تبدیل شده بود. در سال ۱۳۲۹ اداره هنرهای زیبا اقدام به برگزاری مجموعه کلاس‌هایی برای تعلیم و تربیت خوشنویس کرده بود، اما این کلاس‌ها پاسخگوی مسائل صنفی خوشنویسان نبود، به ویژه زمانی که فعالیت مخالفان خط فارسی در دهه ۳۰ تشدید شد و ایشان عملاً در انجمن طرفداران تغییر خط متشکل شدند؛ بنابراین جمعی از خوشنویسان در محفلی به نام کانون خط فارسی گرد آمدند. به ابتکار کانون خط در مهر ماه ۱۳۳۸ نخستین نمایشگاه جمعی آثار خوشنویسان معاصر ایران در تالار فرهنگ تهران برگزار شد که در نوع خود گامی بود تأثیرگذار در روند تشکل خوشنویسان و ارتقاء فعالیتهای صنفی ایشان از سطح محفلی به سطح تشکیلاتی منظم، رسمی و سراسری. پس از برگزاری این نمایشگاه کانون با جدیت بیشتری امر تشکل یابی را پیش برده و سرانجام در جلسه‌ای که در یازدهم بهمن ۱۳۳۸ برگزار کرد تصمیم به تشکیل انجمن خوشنویسان ایران گرفت. در نخستین جلسه رسمی هیئت مؤسس انجمن خوشنویسان ایران در ۲۲ فروردین ۱۳۳۹، با حضور آقایان: حسن زرین خط، سید حسین میرخانی، سید حسن میرخانی، ابراهیم بوذری، مرتضی عبدالرسولی، احمد نجفی زنجانی، محمدعلی غروی، تقی حاتمی، علی آقاحسینی، جواد شریفی، مصطفی زرین خط، عباس منظوری و عبداللّه فرادی و با حضور دکتر ابوتراب رازانی به نمایندگی از وزارت فرهنگ وقت اساسنامه انجمن در ۴۳ ماده و ۱ تبصره به تصویب رسید. در دومین جلسه هیئت مؤسس انجمن آقایان: حسن زرین خط، ابراهیم بوذری، احمد سهیلی خوانساری، مرتضی عبدالرسولی، سید حسن میرخانی و عباس منظوری به عنوان اعضای هیئت مدیره انجمن انتخاب شدند. این انجمن در سال ۱۳۴۱ با مداخله وزارت فرهنگ وقت منحل شد. در شهریور ۱۳۴۵ وزارت فرهنگ و هنر رأساً اقدام به تشکیل مجدد انجمن کرد، اما اعضای کانون خط که این رویه را مغایر با اصل استقلال نهادهای جامعه مدنی از دولت می‌دانستند از حضور در انجمن جدید خودداری کردند. در سال ۱۳۵۸ پس از تغییرات ساختاری در انجمن و تشکیل شورای عالی اعضای کانون خط نیز به دعوت استاد سید حسین میرخانی به انجمن پیوستند.
عبداللّه فرادی پس از انحلال انجمن قدیم از ۱۳۴۱ تا ۱۳۵۸ در سازمان تبلیغاتی آوازه مشغول به کار بود. از ۱۳۵۸ استاد انجمن خوشنویسان ایران و عضو شورای عالی و از ۱۳۶۰، پس از بازنشستگی از آموزش و پرورش، عضو شورای تعیین شایستگی استادی و عضو کمیسیون تحقیق و پژوهش انجمن بود. در سال‌های پایانی عمر با کناره‌گیری از مسئولیتهای اجرایی تنها به تدریس در کلاس‌های انجمن و نیز کلاس‌های مرکز کتابت و تعلیم خط ایران و با سمت استاد مدعو به تدریس در دانشکده هنر و معماری دانشگاه آزاد تهران در رشته گرافیک اهتمام ورزید.

## درگذشت
عبداللّه فرادی در روز هفتم مرداد ماه سال ۱۳۷۵ پس از یک دوره بیماری در سن ۶۹ سالگی درگذشت و در قطعه هنرمندان بهشت زهرای تهران به خاک سپرده شد.

## آثار
اهم آثار قلمی ایشان اعم از کتابت و تحقیق و ترجمه از این قرارند:
1. مرآت العارفین شیخ احمد شاهرودی، دهه ۲۰؛ به سفارش شخصی کتابت شده و به چاپ نرسیده‌است.
2. فرمان امیر المومنین به مالک اشتر، ترجمه محمدحسین فروغی، دهه ۲۰؛ به سفارش شخصی کتابت شده و به چاپ نرسیده‌است.
3. ترجمه بخش متافیزیک کتاب «روانشناسی و متافیزیک»، فلیسین شاله، دهه ۲۰؛ چاپ محدود.
4. ترجمه کتاب «چهره گردانی»، پیرامون مبحث گریم در تئاتر، ژرژ ویتالی، دهه ۳۰؛ چاپ محدود.
5. رسم‌الخط، به سفارش شرکت سهامی جنرال تایر و رابر ایران با همکاری اداره راهنمایی کشور، دهه ۴۰.
6. منتخبی از غزلیات امیرهوشنگ ابتهاج (سایه)، کتابت اردیبهشت ۱۳۴۸؛ این کتاب اخیراً تحت عنوان «هدیه» به چاپ رسیده‌است.
7. «دربارهٔ خط فارسی»، مندرج در شماره‌های ۲۳ و ۲۴ ماهنامه کاوه، چاپ مونیخ، ۱۳۴۸.
8. رساله آداب الخط، کتابت اوایل دهه ۶۰؛ چاپ نشده.
9. مقدمه «رسم المشقهای میرزا محمدحسین سیفی عمادالکتاب»، ۱۳۶۰.
10. کتابت مقدمه دیوان حافظ، به قلم دکتر محمدجعفر محجوب، چاپ لندن به اهتمام حمزه صمیمی نعمتی، ۱۳۶۲.
11. مقدمه «روزنامه مرآت السفر»، همراه با ایرج افشار، ۱۳۶۳.
12. ارمغان شیراز، مجموعه‌ای از سرمشقهای سفر شیراز در سال ۱۳۶۳ به همراه چهل قطعه دیگر؛ چاپ نشده.
13. کتابت مقدمه «مجموعه آثار خوشنویسان معاصر ایران»، به مناسبت پنجمین کنگره ادب و هنر، ۱۳۶۴.
14. کتابت مقدمه «گزیده اشعار محمد اقبال لاهوری»، ۱۳۶۴.
15. مجموعه‌ای از سرمشقهای سفر اصفهان.
16. کتابت بخش ساقی‌نامه دیوان حافظ، به خط سیف‌الله یزدانی، ۱۳۶۶.
17. کتابت مقدمه «گنجینه هنر»، به کوشش دکتر محمود طاووسی، ۱۳۶۶.
18. «میرزا محمدرضا کلهر»، مندرج در یادنامه کلهر، ۱۳۶۸.
19. مرقع قند پارسی، میرزا محمدعلی مستوفی شیرازی، ۱۳۶۸.
20. شاهنامه فردوسی، داستان زال و رودابه، به مناسبت کنگره بزرگداشت فردوسی، ۱۳۶۹.
21. کتابت مقدمه «مرقع نگارستان»، در شرح احوال و آثار میرزا غلامرضا اصفهانی، تألیف احمد سهیلی خوانساری، ۱۳۶۹.
22. افسانه عمر، مجموعه اشعار احمد سهیلی خوانساری، ۱۳۷۰.
23. مخزن الاسرار نظامی، به مناسبت کنگره بزرگداشت نظامی، ۱۳۷۰.
24. رسم المشق در شش دفتر، ۱۳۷۱.
25. «وجوه افتراق اسلوب و شیوه میرعماد حسنی و میرزا محمدرضا کلهر»، چاپ نشده.
26. «منشأ خط خوش»، چاپ نشده.
27. «نقدی بر آداب الخط استاد غلامحسین امیرخانی»، چاپ نشده.
28. منتخبی از سرمشقها، چاپ نشده.
29. رساله‌ای در آداب تراشیدن قلم، چاپ نشده.
30. مجموعه مقالات و یادداشتها، چاپ نشده.

از ایشان مصاحبه‌های متعددی نیز به جای مانده که یا به صورت مکتوب اند یا به صورت صوتی و تصویری، از جمله مجموعه مفصلی که در سال ۱۳۶۵ در سفر ارومیه توسط اداره کل ارشاد آذربایجان غربی ضبط شده‌است.
کتیبه‌هایی که چه در شکل مرسوم و چه به صورت سنگ آرامگاه از ایشان باقی مانده تاکنون دقیقاً احصا نشده‌است، اما اهم آنها بدین قرار است:
1. کاشی خیابان ناصرخسرو، ۱۳۳۱.
2. کتیبه‌های ثلث مسجد اعظم قم، ۱۳۳۹.
3. کتیبه‌های داخل حسینیه گنابادی‌ها، واقع در ضلع جنوبی پارک شهر تهران.
4. کتیبه یادبود صامت بروجردی.
5. کتیبه یادبود میرزا محمدرضا کلهر، واقع در میدان حسن‌آباد تهران؛ از بین رفته‌است.
6. کتیبه سردر دبیرستان ابن سینا، در خیابان شاه آباد تهران؛ از بین رفته‌است.
7. کتیبه سردر دبیرستان فردوسی، در خیابان شاه آباد تهران؛ از بین رفته‌است.
8. کتیبه‌های مسجد کنی، واقع در کن.
9. کتیبه سردر مرکز آموزشی و درمانی حسینیه ارشاد.
10. کتیبه سردر دانشکده پیراپزشکی اردبیل.
11. کتیبه‌های آرامگاه خانوادگی شیخ ضیاءالدین ضیایی، در آستانه بی بی زبیده شهر ری، از جمله شامل کتیبه آرامگاه پدر ایشان، میرزا محمد فرادی؛ این کتیبه‌ها در جریان تبدیل آستانه بی بی زبیده به پارک از بین رفته‌اند.
12. کتیبه آرامگاه استاد احمد سهیلی خوانساری، در آستانه امامزاده عبدالله شهر ری.
13. کتیبه آرامگاه استاد میرزا علی اکبر خان کاوه، در آستانه ابن بابویه شهر ری.
14. کتیبه آرامگاه استاد حسن زرین خط.
15. کتیبه آرامگاه استاد سیف‌الله یزدانی.
16. کتیبه آرامگاه دکتر پرویز ناتل خانلری.
17. کتیبه آرامگاه میرزا مهدی آشتیانی.
18. کتیبه آرامگاه بانو شایسته افشاریه، همسر شادروان ایرج افشار.

و…
عبداللّه فرادی در سال‌های فعالیت در حوزه تبلیغات از ۱۳۲۲ تا ۱۳۵۸، آثار بسیاری از خود به یادگار گذاشته‌است. بخشی از این آثار در سال ۱۳۹۶ به اهتمام شاهین ترکمن در کتابی با عنوان «سرخ و سیاه، سی سال تبلیغ به روایت سیته» به طبع رسیده‌است.
از جمله آثار شناخته شده ایشان در حوزه تبلیغات بایستی به طراحی و اجرای تیتراژ فیلم‌های سینمایی قدیمی اشاره کرد، فیلم‌هایی مانند: نردبان ترقی، به کارگردانی پرویز خطیبی، بلبل مزرعه، لات جوانمرد و عروسک پشت پرده، هر سه به کارگردانی مجید محسنی، و دو همکاری ایشان با علی حاتمی در سریال تلویزیونی هزاردستان، و فیلم سینمایی دلشدگان.